# Stiv Tešić
Stojan Tešić (Užice, 29. septembar 1942 — Sidnej, 1. jul 1996), poznat po anglicizovanom pseudonimu Stiv Tešič (engl. Steve Tesich), bio je srpsko-američki scenarista i književnik. Dobitnik je Oskara za scenario filma Četiri mangupa. Smatra se da je među prvima skovao pojam post-istina (engl. post-truth).

## Biografija
Stiv Tešič je rođen kao Stojan Tešić u Užicu. S roditeljima se preselio u Sjedinjene Američke Države kada je imao četrnaest godina. Smestili su se u istočnom Čikagu u Indijani. Tešič je kasnije i diplomirao na Univerzitetu Indijana, gde je bio član bratstva Fi-Kapa-Psi. Svoj diplomski rad završio je na Univerzitetu Kolumbija, gde je takođe napisao i svoje prve komade.
Uspešno je pisao kako za pozorište tako i za film. Između ostalog nagrađen je i od strane Akademije filmskih umetnosti i nauka Oskarom za scenario filma Četiri mangupa.
Smatra se da je Tešič među prvima počeo da koristi termin „post-truth” u značenju da je istina kao koncept postala nevažna.
Umro je od srčanog udara, u svojoj 53. godini, u kanadskom gradu Sidneju.

## Nagrade i priznanja
Godine 1973. Tešič je dobio nagradu Drama desk u kategoriji Dramaturg koji najviše obećava za komad Baba Goya, koji je takođe poznat pod imenom Nourish the Beast.
Scenario za film Četiri mangupa iz 1979. Tešiču je doneo sledeća priznanja:
- nagradu Oskar za najbolji originalni scenario;
- nagradu Nacionalnog udruženja filmskih kritičara za najbolji scenario;
- nagradu Udruženja njujorških filmskih kritičara za najbolji scenario;
- nagradu Udruženja scenarista Amerike za najbolje napisanu komediju za film;
- nagradu Udruženja londonskih filmskih kritičara za scenaristu godine (1981).

Takođe je bio među nominovanima za nagradu Zlatni globus u kategoriji Najbolji scenario za igrani film 1980.
Godine 2005. Ministarstvo za dijasporu Vlade Srbije ustanovilo je nagradu Stojan Stiv Tešić koja se dodeljuje jednom godišnje i kojom se nagrađuju pisci srpskog porekla koji pišu na drugim jezicima.

## Lični život
Bio je rođeni brat Nađe Tešić (1939—2014), srpske spisateljice.

## Dela

### Filmski scenariji
- Četiri mangupa (1979)
- Očevidac (1981)
- Četiri prijatelja (1981)
- Svet po Garpu (1982)
- Američki letači (1985)
- Eleni (1985)

### Televizijski scenariji
- , komad prilagođen za televiziju (1973)
- , komad prilagođen za televiziju (1974)
- , TV serija (1978)
- Četiri mangupa, TV serija, epizode: The Cutters, La Strada (1980—1981)

### Igrani komadi
- (1970)
- (1971)
- , izvođen i pod naslovom Baba Goya, (1973)
- (1975)
- (1977)
- (1978)
- (1980)
- (1989)
- (1990)
- (1990)
- (1990)
- (1992)
- (1996)

### Romani
- (1982)
- (1996)

## Spoljašnje veze
- Stiv Tešič na sajtu IMDb (jezik: engleski)
- A Few Moments with Steve Tesich, intervju Dejanа Stojanovićа sa Stivom Tešičem (jezik: engleski)
- Kako je jedan klinac iz Užica stigao do Holivuda i Oskara („Blic”, 6. oktobar 2016)